# Kikuzo Kisaka
Kikuzo Kisaka (木坂 規矩三, Kisaka Kikuzo) was een Japans voetballer die als aanvaller speelde.

## Japans voetbalelftal
Kikuzo Kisaka maakte op 23 mei 1923 zijn debuut in het Japans voetbalelftal tijdens een Spelen van het Verre Oosten tegen Filipijnen. Kikuzo Kisaka debuteerde in 1923 in het Japans nationaal elftal en speelde 2 interlands.

## Statistieken
| Japans voetbalelftal | Japans voetbalelftal | Japans voetbalelftal |
| Jaar                 | Duels                | Goals                |
| -------------------- | -------------------- | -------------------- |
| 1923                 | 2                    | 0                    |
| Totaal               | 2                    | 0                    |